# Piełagieja Połubarinowa-Koczina
Piełagieja Jakowlewna Połubarinowa-Koczina (ros. Пелагея Яковлевна Полуба́ринова-Кочина, ur. 1 maja?/13 maja 1899 we wsi Wierchnij Chutor w guberni astrachańskiej, zm. 13 lipca 1999 w Moskwie) – radziecka i rosyjska uczona w dziedzinie hydrodynamiki, doktor nauk fizyczno-matematycznych, profesor, akademik Akademii Nauk ZSRR.

## Życiorys
Uczyła się na żeńskich kursach w Piotrogrodzie, w 1921 ukończyła studia na Uniwersytecie Piotrogrodzkim, od 1919 do 1927 pracowała jako fizyk w dziale meteorologii teoretycznej Głównego Obserwatorium Geofizycznego w Leningradzie (obecnie Petersburg), jednocześnie 1925-1931 wykładała matematykę w Instytucie Komunikacji Drogowej w Leningradzie i od 1931 do 1935 w Instytucie Inżynierów Cywilnej Floty Rzecznej. Następnie 1935-1937 kierowała katedrą wyższej matematyki w Moskiewskim Instytucie Hydrometeorologicznym i jednocześnie 1935-1939 była starszym pracownikiem naukowym Instytutu Matematyki im. Stiekłowa Akademii Nauk ZSRR, 1937-1941 kierowała katedrą matematyki Moskiewskiego Lotniczego Instytutu Technologicznego, a 1941-1947 była profesorem wyższej matematyki w Moskiewskim Instytucie Naftowym im. Gubkina. Jednocześnie, od 1939 do 1959 była starszym pracownikiem naukowym, a od 1948 również kierownikiem wydziału hydrodynamiki Instytutu Mechaniki Akademii Nauk ZSRR. W 1934 otrzymała tytuł profesora, a w 1940 doktora nauk fizyczno-matematycznych. 4 grudnia 1948 została członkiem korespondentem, a 28 marca 1958 akademikiem Akademii Nauk ZSRR. Od 1959 do 1970 kierowała wydziałem hydrodynamiki stosowanej Instytutu Hydrodynamiki Syberyjskiego Oddziału Akademii Nauk ZSRR (w Nowosybirsku) i jednocześnie 1962-1966 kierowała katedrą mechaniki teoretycznej Nowosybirskiego Uniwersytetu Państwowego, 1961-1963 była członkiem Prezydium Syberyjskiego Oddziału Akademii Nauk ZSRR, a 1959-1970 przewodniczącą Komisji Akademii Nauk ZSRR ds. wykorzystania i ochrony zasobów wodnych Syberii. W 1970 wróciła do Moskwy, gdzie do 1987 kierowała wydziałem metod matematycznych mechaniki Instytutu Problemów Mechaniki Akademii Nauk ZSRR, a od 1987 do 1999 była doradcą przy Dyrekcji Instytutu Problemów Mechaniki Akademii Nauk ZSRR; od 1972 do 1999 była członkiem Rady Naukowej tego instytutu. Napisała ponad 200 prac naukowych, w tym 17 monografii. Od 1931 do 1934 była deputowaną rady miejskiej Leningradu, a od 1947 do 1955 rady miejskiej Moskwy. Została pochowana na Cmentarzu Nowodziewiczym.

## Odznaczenia i nagrody
- Medal Sierp i Młot Bohatera Pracy Socjalistycznej (13 marca 1969)
- Order Lenina (czterokrotnie, 1953, 1960, 1967 i 1969)
- Order „Za zasługi dla Ojczyzny” III klasy (9 maja 1999)
- Order Rewolucji Październikowej (1975)
- Order Czerwonego Sztandaru Pracy (1945)
- Order Przyjaźni Narodów (11 maja 1979)
- Order Przyjaźni (6 maja 1994)
- Nagroda Stalinowska (1946)
- Nagroda Państwowa ZSRR (1975)

I medale.